# Ciampea (plaats)
Ciampea is een bestuurslaag in het regentschap Bogor van de provincie West-Java, Indonesië. Ciampea telt 11.033 inwoners (volkstelling 2010).